# Chapman, Nebraska
Chapman är en ort i Merrick County i delstaten Nebraska, USA.